# Дзядик Михайло Йосипович
Миха́йло Йо́сипович Дзя́дик (нар. 11 березня 1940, с. Тирява Сільна, Сяноцький повіт, нині Польща) — український художник декоративно-ужиткового мистецтва (мозаїка та вітражі), член Національної спілки художників України (1988). Основні галузі: станковий та монументальний живопис.

## Життєпис
Михайло Дзядик народився 11 березня 1940 року в бойківському селі Тирява Сільна, Сяноцький повіт нині Польща.
Михайло Дзядик закінчив Львівське училище прикладного мистецтва ім. Івана Труша у 1964 році та Львівский державний інститут прикладного і декоративного мистецтва у 1970 році, де викладачами у нього були такі відомі майстри як Карло Звіринський та Володимир Овсійчук.
У 1966—1994 роках працював монументалістом на Львівському художньо-виробничому комбінаті, де його наставником був український художник Михайло Ткаченко. Викладав живопис на кафі оформлення та ілюстрації книги Української академії друкарства у 1994–1997 роках.
З 1997 року на творчій роботі. У станковому живописі Михайла Дзядика переважають натюрморти, краєвиди, жіночі портрети, у монументальних творах панує виважена стилізація.

## Особисте життя
Одружений з українською художницею Оленою Охримик. Дочка — українська художниця Іванна Дзядик - Маковей
Дочка — українська художниця Наталія Дзядик-Хабіб.

## Творчість
Твори Михайла Дзядика зберігаються у Львівській національній галереї мистецтв імені Богдана Возницького, Національному музеї у Львові імені Андрея Шептицького, Музеї етнографії та художнього промислу у Львові, Історичному музеї у Сяноку, Всесоюзному виставковому фонді в Москві, також у Німеччині, Канаді, у приватних колекція та різних громадських установах.
- Монументальне панно «Ліс» (1976, санаторій «Південний», м. Трускавець);
- «Підгір'я» (1985, полотно, олія, 50×60);[3]
- «Під Берестечком» (1992);
- «Бескид» (1992);
- «Заздрість» (1996);
- «Застереження» (1997);
- «Перемишль» (1997);
- «Натюрморт» (1998);
- «Демидівка» (1998);
- Композиція «Покрова» (13 фігур, 2001—2002, Львівський жіночий монастир);
- Ікона «Ісус Христос» (Каплиця Казанської ікони Божої Матері, с.Пляшева Рівненська область)[4].

Від середини 1960-х років Михайло Дзядик учасник обласних, республіканських, всесоюзних та міжнародних художніх виставок. Персональні виставки Михайла Дзядика експонувались у Спілці письменників України (1987), Історичному музеї у Сяноку (1991, Польща), Національному музеї у Львові (1992), галереї європейського живопису «Євро-Арт» у Рівному.